# Birch Tree
Birch Tree és una població dels Estats Units a l'estat de Missouri. Segons el cens del 2000 tenia 634 habitants.

## Demografia
Segons el cens del 2000, Birch Tree tenia 634 habitants, 276 habitatges, i 170 famílies. La densitat de població era de 184,1 habitants per km².
Dels 276 habitatges en un 30,1% hi vivien nens de menys de 18 anys, en un 42,4% hi vivien parelles casades, en un 14,5% dones solteres, i en un 38,4% no eren unitats familiars. En el 35,9% dels habitatges hi vivien persones soles el 18,8% de les quals corresponia a persones de 65 anys o més que vivien soles. El nombre mitjà de persones vivint en cada habitatge era de 2,3 i el nombre mitjà de persones que vivien en cada família era de 2,95.
Per edats la població es repartia de la següent manera: un 27,1% tenia menys de 18 anys, un 7,7% entre 18 i 24, un 26,8% entre 25 i 44, un 22,2% de 45 a 60 i un 16,1% 65 anys o més.
L'edat mediana era de 36 anys. Per cada 100 dones de 18 o més anys hi havia 77,7 homes.
La renda mediana per habitatge era de 14.236 $ i la renda mediana per família de 18.182 $. Els homes tenien una renda mediana de 16.932 $ mentre que les dones 14.531 $. La renda per capita de la població era de 7.695 $. Entorn del 38,3% de les famílies i el 46% de la població estaven per davall del llindar de pobresa.

## Poblacions més properes
El següent diagrama mostra les poblacions més properes.